# Miss Beazley
Miss Beazley Bush, född 28 oktober 2004, död 17 maj 2014, var en skotsk terrier som tillhörde den tidigare amerikanske presidenten George W. Bush och den tidigare amerikanska första damen Laura Bush.
Miss Beazleys far, en skotsk terrier vid namn Clinton, föddes den 7 november 2000. Clinton var halvbror till Bushes första skotska terrier, Barney. Miss Beazleys mor, Blackwatch Elizabeth, uppföddes av hunduppfödaren Patricia Gilmore från Livingston, New Jersey. Gilmore födde också upp Miss Beazley, en renrasig skotsk terrier som föddes 2004.
Miss Beazley adopterades som en födelsedagspresent från president Bush till första damen Laura Bush. Hon flyttade in i Vita huset som en tio veckor gammal valp den 6 januari 2005, strax före början av president Bushs andra mandatperiod.  Första damen och hennes döttrar Barbara och Jenna Bush döpte sin nya hund efter en karaktär från Oliver Butterworths barnbok från 1956, The enormous egg.
Miss Beazley och familjen Bushs första skotska terrier, Barney, blev välkända First Pets. År 2005 medverkade Miss Beazley och Barney i Vita husets julvideo, A Very Beazley Christmas, under sin 
första högtid i Vita huset.